# Labatut, Landes
Labatut är en kommun i departementet Landes i regionen Nouvelle-Aquitaine i sydvästra Frankrike. Kommunen ligger i kantonen Pouillon som tillhör arrondissementet Dax. År 2022 hade Labatut 1 396 invånare.

## Befolkningsutveckling
Antalet invånare i kommunen Labatut
Referens:INSEE